# Monodelphis sanctaerosae
Monodelphis sanctaerosae — опосум із Південної Америки. Відомий лише з одного зразка, який був використаний як голотип для першого опису, опублікованого в 2012 році. Він був спійманий поблизу Санта-Роса-де-Рока в департаменті Санта-Крус в Болівії.

## Опис
Голотип, самиця, має довжину голови 10,8 см, хвіст 6 см і вагу 23 г. Зовні вид нагадує Monodelphis domestica своїм переважно буро-сірим забарвленням. Боки голови світло-рудуваті, живіт світло-бежевий. Хвіст запушений лише на першому сантиметрі біля основи, безшерста частина темна зверху і світла знизу. У самиць немає сумки. Кількість сосків невідома, оскільки їх не було видно на голотипі. Каріотип невідомий. M. sanctaerosae можна відрізнити від M. domestica за меншим розміром і червонуватими боками голови.

## Спосіб життя
Голотип був знятий на краю сезонно затоплюваного пасовища в ландшафті савани, схожому на бразильський серрадо з розкиданими окремими деревами та невеликими сухими лісами з закритим пологом. Невідомо, чи це типове середовище існування виду, оскільки відомий лише один екземпляр. Також поки що неможливо з'ясувати, чи є вид ендемічним для невеликої території навколо місця, чи він більш поширений. Наразі нічого не відомо про поведінку тварин, їх раціон, особливості активності та розмноження.